# Schepdaal
Schepdaal is een plaats in de Belgische provincie Vlaams-Brabant en deelgemeente van Dilbeek gelegen in het Pajottenland. Schepdaal was een zelfstandige gemeente tot aan de gemeentelijke herindeling van 1977.

## Toponymie
De oudste vermelding luidt Scepdale (1260). De naam is afgeleid van scherp dal, de kern van Schepdaal ligt dan ook op een heuvel.

## Geschiedenis
De naam "Scerpdaele" werd reeds in 1046 vermeld als plaatsnaam waar een aloude kapel van het Heilig Kruis was gelegen. De gemeente Schepdaal is ontstaan uit een aantal kleine gehuchten die behoorden tot Sint-Martens-Lennik. De voornaamste gehuchten waren Goudveerdegem, Kelegem, Zierbeek, Zibbeek en een deel van Sint-Gertrudis-Pede.
Pas in 1826, onder Hollands bestuur, werden deze gehuchten afgescheiden van Sint-Martens-Lennik en werd Schepdaal een gemeente op zichzelf. Kerkelijk werd het pas onafhankelijk van Sint-Martens-Lennik in 1842.
Schepdaal was vroeger een centrum van lambiek en geuze. Er waren vier brouwerijen: Eylenbosch en De Troch in het gehucht Spanuit en De Neve en Goossens in het gehucht Sint-Gertrudis-Pede. Er was ook een belangrijke markt gespecialiseerd in aardbeien, waarrond zich ettelijke handelaars en herbergiers vestigden. De aardbeienmarkt werd opgericht in 1913 en was de eerste in het Pajottenland.. De eerste buurtspoorlijn in de provincie Brabant werd op 8 september 1887 geopend en verbond Brussel (stad) (Ninoofsepoort) met Schepdaal. In 1888 werd er de eerste herstelplaats voor de buurtspoorweg in Brabant gebouwd.
In 1977, onder het bestuur van Jef Valkeniers, fusioneerde de gemeente met Dilbeek, en werd hiervan een deelgemeente. De Schepdalenaars blijven echter historisch meer georienteerd op het nabijere Lennik. De gemeentegrens loopt dan ook bijna door het centrum van Schepdaal.

## Bezienswaardigheden
- De Sint-Rumolduskerk
- Het Hof te Zierebeek in het gehucht Zierbeek, Brabantse vierkanthoeve (18e eeuw)
- De voormalige brouwerij Eylenbosch (1893)
- Het Trammuseum (1962)
- Het Kasteel van Schepdaal (op het grondgebied van Sint-Martens-Lennik) met opvoedingsproject sinds 1957
- Het Pajottenland is een landelijke glooiende streek met mooie vergezichten op Brussel.

## Natuur en landschap
Schepdaal ligt op een hoogte van 35-93 meter.

## Demografische ontwikkeling
- Bronnen:NIS, Opm:1831 tot en met 1970=volkstellingen; 1976 = inwoneraantal op 31 december

## Politiek

### Voormalige burgemeesters
| Periode | Periode     | Burgemeester               |
| ------- | ----------- | -------------------------- |
|         | 1847 - 1859 | Jean François De Camps     |
|         | 1859 - 1860 | JJ Van Dalem               |
|         | 1860 - 1872 | J. Appelmans               |
|         | 1872 - 1886 | E. Jean Mackens            |
|         | 1886 - 1898 | P.J. De Troch              |
|         | 1898 - 1900 | M. Appelmans (dienstdoend) |
|         | 1900 - 1927 | Joannes De Troch           |
|         | 1927 - 1933 | Emile Eylenbosch           |
|         | 1933 - 1938 | Joannes De Troch           |

| Periode | Periode     | Burgemeester                  |
| ------- | ----------- | ----------------------------- |
|         | 1939 - 1940 | Emile Eylenbosch              |
|         | 1940 - 1945 | Hendrik Lodewijk Baudewijns   |
|         | 1940 - 1942 | Emile Eylenbosch (waarnemend) |
|         | 1945 - 1949 | Emile Eylenbosch              |
|         | ? - 1952    | Albert Boeykens               |
|         | 1953 - 1963 | Louis De Dobbeleer            |
|         | 1963 - 1965 | Victor Valkeniers             |
|         | 1965 - 1970 | Jozef De Neve                 |
|         | 1971 - 1976 | Jef Valkeniers (VU)           |

## Mobiliteit

### Openbaar vervoer
De diensten van De Lijn in Schepdaal verbinden Ninove met de hoofdstad. Er is eveneens een busverbinding naar station Brussel-Zuid. Op vier kilometer afstand is het treinstation Sint-Martens-Bodegem.

#### Buurtspoorwegen

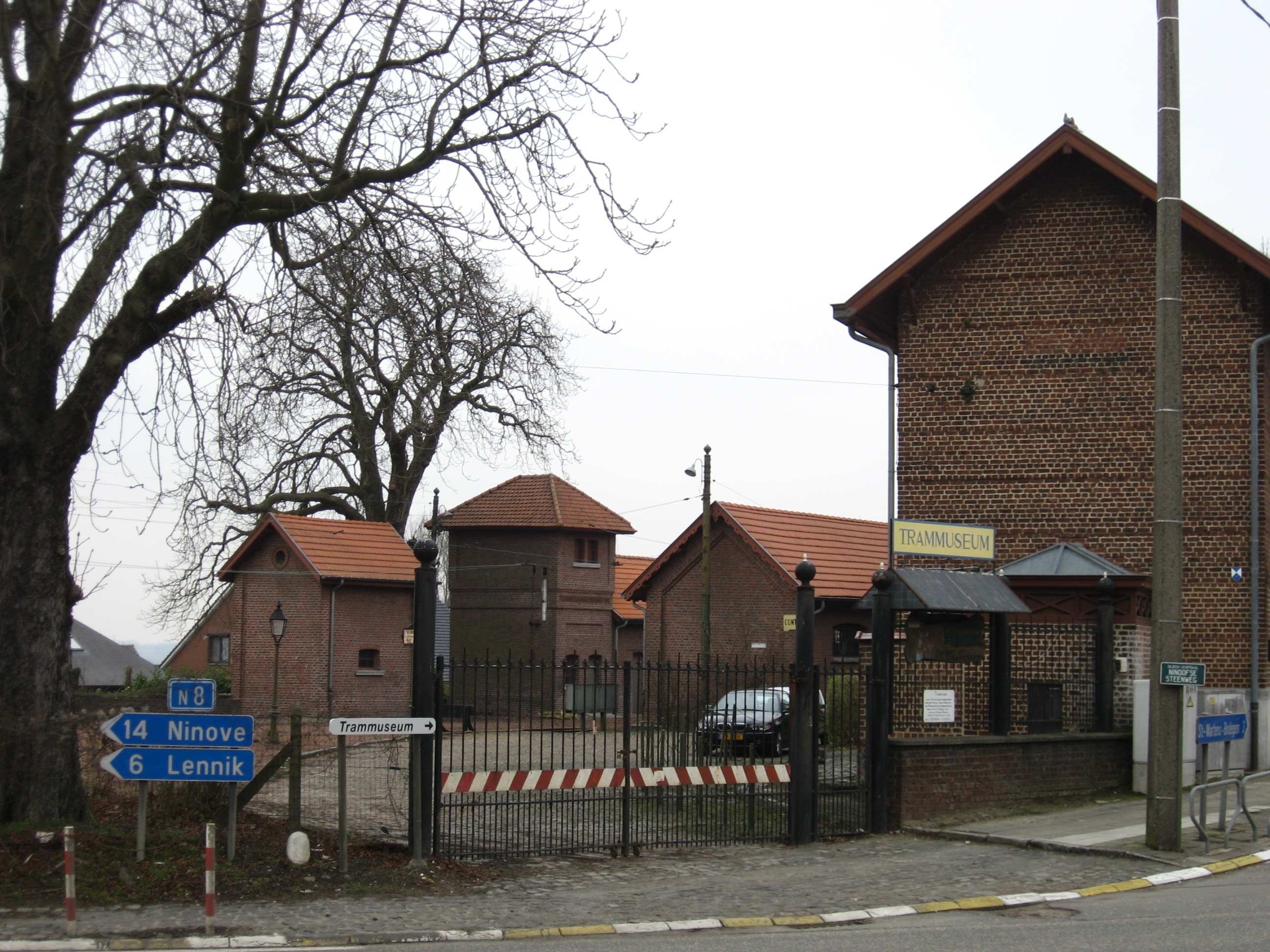
Museumingang. Was oude stelplaats

Op 8 september 1887 werd de eerste buurtspoorweglijn, Schepdaal - Brussel Ninoofsepoort in dienst gesteld. De stelplaats van deze tramlijn was in Schepdaal. Deze stelplaats werd in de nadagen van de buurtspoorwegexploitatie in de jaren 1960 omgebouwd tot een nationaal museum van de buurtspoorwegen. Het museum werd beheerd door vrijwilligers en in 1998 gesloten voor renovatie. Op 1 juli 2009 is het trammuseum heropend door de vzw "Erfgoed Vlaanderen". Er moet nog veel gebeuren, waaronder de elektrificatie van de stelplaats, om kleine ritjes met trams mogelijk te maken.

## Sport
Voetbalclub FC Schepdaal is aangesloten bij de KBVB Voetbal Vlaanderen en actief in de provinciale reeksen. Verder is er een volleybalclub.

## Cultuur
Van 1993 tot 2019 vond in Schepdaal jaarlijks het muziekfestival Jospop plaats. Tegenwoordig is Jospop vervangen door een kleiner festival Peloes.Elk jaar is er een jaarmarkt in de herfst en een loopwedstrijd in de lente, beiden met de nodige randanimatie. 

## Bekende personen
- Amaat Hullebroeck, journalist, hoofdredacteur, beeldhouwer
- Berre, artiestennaam van zanger Berre Vandenbussche.
- Bob Savenberg, muzikant die hier woonde ten tijde van zijn huwelijk met een plaatselijke leerkrachte
- Brasser, pseudoniem van cartoonist Paul De Valck (kreeg in 2018 een monument 'Het Brasserke')
- Edgard Van Cauwelaert,(1916-1987) advocaat, rechter, actief in het Vlaamse verenigingsleven in Brussel.
- Goedele Liekens, ex-miss België, seksuologe, psychologe
- Gustaaf Van Vaerenbergh, wielrenner, Kampioen van België in 1953
- Jef Valkeniers, Schepdaals laatste burgemeester
- Remco Evenepoel, wielrenner, wereldkampioen 2022, olympisch kampioen wegrit en tijdrit 2024, (ereburger van Schepdaal)
- Urbain Servranckx, beter bekend als de komiek Urbanus, is geboren in het gehucht Sint-Gertrudis-Pede, dat ten dele op Schepdaals grondgebied ligt

## Nabijgelegen kernen
Sint-Gertrudis-Pede, Eizeringen, Wambeek, Sint-Martens-Bodegem, Sint-Anna-Pede, Itterbeek
Deelgemeenten: Dilbeek · Groot-Bijgaarden · Schepdaal · Itterbeek · Sint-Martens-Bodegem · Sint-Ulriks-Kapelle

Dorpen: Sint-Anna-Pede · Sint-Gertrudis-Pede

Belgische gemeenten · Arrondissement Halle-Vilvoorde · Vlaams-Brabant · Vlaanderen